# بروار مقنع
البروار المقنع (الإسم العلمي: Paroaria nigrogenis) هو نوع من الطيور في عائلة التناجر. لا ترتبط ارتباطًا وثيقًا بالكرادلة الحقيقية ( الكردينال).
توجد في ترينيداد، أقصى شمال شرق كولومبيا وشمال فنزويلا.